# Coremas
Coremas est une ville brésilienne de l'ouest de l'État de la Paraíba.
Sa population était estimée à 15 236 habitants en 2007. La municipalité s'étend sur 379 km2.

## Histoire
La région était à l’origine peuplée par les guerriers Indios Cariri (en).
Les fondateurs de Coremas étaient des agriculteurs et des commerçants : João Soares Evangelista, Manuel Gonçalves Piranhas, Antonio Moreira de Oliveira et Lucas Antonio de Lacerda.
Il n’existe pas de source historique permettant de dater précisément la fondation de la ville de Coremas. La date maintenant retenue comme Dia da Cidade (Journée de la Ville) est le 4 avril. C’est une référence à la date historique de l'émancipation politique de la ville, le 4 avril 1954.

## Toponymie
La ville fut initialement baptisée Boqueirão do Curema, à cause de la proximité de la rivière Piancó, qui y forme un méandre (boqueirão, en portugais).

## Personnalités liées à la commune
- Shaolin, (1971-2016), humoriste et dessinateur